# Umbelligerus peruviensis
Umbelligerus peruviensis är en insektsart som beskrevs av Lewis L. Deitz 1975. Umbelligerus peruviensis ingår i släktet Umbelligerus och familjen hornstritar. Inga underarter finns listade i Catalogue of Life.